# Escritura regular
La escritura regular (en chino tradicional, 楷書; en chino simplificado, 楷书; pinyin, kǎishū; Hepburn: kaisho), también denominada 正楷 (pinyin, zhèngkǎi), 真書 (zhēnshū), 楷體 (kǎitǐ) y 正書 (zhèngshū), es el más moderno de los estilos de escritura china (apareciendo durante la dinastía Cao Wei hacia el año 200 y madurando estilísticamente hacia el siglo VII), por lo que es muy común en los escritos y publicaciones modernas (posterior a los estilos Ming y gótico, usados exclusivamente para imprimir).

## Historia

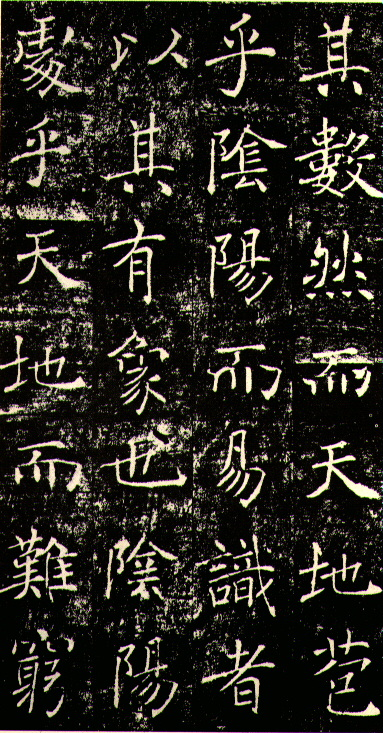
Sheng Jiao Xu por Chu Suiliang: caligrafía en estilo Kaishu. 其數然而天地苞/乎陰陽而易識者/以其有象也陰陽/處乎天地而難窮.

La escritura regular hace su aparición entre las dinastías Hàn oriental y Cáo Wèi, y su primer especialista y maestro fue Zhōng Yáo (a veces escrito como Zhōng Yóu; 鍾繇), quien vivió en el periodo E. Hàn a Cáo Wèi año 151 al 230. Se le denomina el "padre de la escritura regular", y entre sus obras famosas se cuentan el Xuānshì Biǎo (宣示表), Jiànjìzhí Biǎo (薦季直表), y Lìmìng Biǎo (力命表). Qiu Xigui describe a la caligrafía en el Xuānshì Biǎo de Zhong de la siguiente manera:

…..claramente emergiendo del seno de la escritura semicursiva del período temprano. Si uno fuera a escribir la variedad escrita y ordenada de la escritura semicursiva del período temprano de una manera más digna y fuera a utilizar de forma consistente la técnica de pausa (dùn 頓, utilizado para reforzar el comienzo o el final de un trazo) al finalizar los trazos horizontales, una práctica que ya aparece en la escritura semicursiva del período temprano, y además fuera a utilizar trazos de caída hacia la derecha con bases gruesas, el resultado sería un estilo de caligrafía como el del "Xuān shì biǎo".

Sin embargo, más allá de unos pocos literatos, muy pocos utilizaron este tipo de escritura por aquella época; la mayoría continuaron escribiendo con la escritura neo-administrativa, o una forma híbrida de semicursiva y neo-administrativa. La escritura regular no pasó a ser dominante hasta los comienzos de las dinastías meridionales y septentrionales, en el siglo quinto; esta fue una variedad de escritura regular que emergió tanto de la escritura neo-administrativa como de la escritura regular de Zhong Yao, y es denominado "Wei regular" (魏楷 Weikai). Por lo tanto, la escritura regular abreva de la escritura semi-cursiva temprana como también en la escritura neo-administrativa.
Se considera que la escritura maduro estilísticamente durante la dinastía Tang, los calígrafos más famosos e imitados de escritura regular en dicho periodo fueron:
- Los cuatro grandes calígrafos iniciales (初唐四大家):
  - Ouyang Xun (欧阳询)
  - Yu Shinan (虞世南)
  - Chu Suiliang (褚遂良)
  - Xue Ji (薛稷)
- "Yan-Liu" ("顏柳")
  - Yan Zhenqing (颜真卿)
  - Liu Gongquan (柳公权)